# Zaręby-Warchoły
Zaręby-Warchoły – wieś sołecka w Polsce położona w województwie mazowieckim, w powiecie ostrowskim, w gminie Andrzejewo.
| SIMC    | Nazwa           | Rodzaj  |
| ------- | --------------- | ------- |
| 0394909 | Zaręby Zaborcze | kolonia |

Do 1954 roku istniała gmina Warchoły z siedzibą w Andrzejewie. W latach 1975–1998 miejscowość administracyjnie należała do województwa łomżyńskiego.
Wierni kościoła rzymskokatolickiego należą do parafii św. Doroty w Rosochatem Kościelnem.